# The Devil Inside (jeu vidéo)
Pour les articles homonymes, voir Devil Inside.
The Devil Inside est un jeu vidéo d'action d'horreur à la troisième personne pour PC développé par les studios français Cryo Interactive et Gamesquad et édité par Cryo Interactive en 2000.

## Synopsis
Dans un monde contemporain ou relevant d'un futur proche, le joueur incarne Dave, l'un des participants de The Devil Inside, un jeu télévisé de téléréalité diffusé par la chaîne wwwL @ et présenté par Jack T. Ripper. Les candidats de ce show sont enfermés dans une maison hantée peuplée de monstres réels, au beau milieu d'un quartier évacué et sécurisé par la police. Dave est suivi en permanence par une équipe comprenant un cadreur, une caméra volante et un hélicoptère. Pour survivre, il doit massacrer des zombies et d'autres monstres tout en distrayant le public. Dave possède un avantage sur les autres concurrents : une démone machiavélique, Deva, qui le possède, et qui prend le dessus sur sa personnalité à certains moments.

## Principe du jeu
The Devil Inside est un jeu d'action et d'aventure à la troisième personne. Le joueur déplace son personnage dans un environnement en images de synthèse et en 3D temps réel. La caméra est placée par défaut derrière Dave, mais le joueur peut la déplacer et basculer entre plusieurs autres caméras, en adoptant le point de vue du cadreur qui suit Dave, ou en incrustant dans l'écran principal les images d'autres caméras. Le joueur contrôle Dave à l'aide de la souris et du clavier. Dave peut effectuer divers mouvements : marcher, courir, se déplacer latéralement, se baisser ou encore faire des roulades. Son équipement de départ consiste en un pistolet à visée laser, mais il est amené à utiliser diverses armes au cours du jeu. Dave peut se changer en Deva, son double démoniaque, en allant se placer sur des points de transmutation présents dans les différents niveaux du jeu. Deva peut manipuler des sortilèges et en acquérir de nouveaux au fil de la partie en ramenant des âmes au maître démoniaque qu'elle sert. Le joueur peut sauvegarder la partie au milieu d'un niveau en repérant et en détruisant des points de sauvegarde ; ceux-ci prennent la forme de téléviseurs qu'il faut faire exploser. Le jeu comprend quatre niveaux de difficulté différents.

## Développement
Le jeu est une coproduction entre le studio parisien Cryo Interactive et le studio lyonnais Gamesquad. Il a été conçu notamment par Hubert Chardot, qui avait auparavant travaillé sur le jeu Alone in the Dark.

## Accueil
Le jeu reçoit un accueil critique très favorable à sa sortie. Le site agrégateur de critiques MobyGames donne au jeu une moyenne de 75 sur 100 fondée sur vingt-deux critiques de presse, dont neuf lui attribuent des notes égales ou supérieures à 80 sur 100, huit des notes comprises entre 70 et 79, quatre des notes comprises entre 60 et 69 et deux des notes comprises entre 50 et 59. Les critiques apprécient le concept général, l'ambiance, les graphismes dans l'ensemble très bons et la musique, ainsi que la bonne maniabilité du jeu,. Elles regrettent en revanche le fait que le saut n'ait pas été inclus parmi les mouvements de base du personnage, ainsi que quelques bugs d'affichage dans les graphismes,.